# Minamikurumaya-dōri
 (juillet 2021).
Le Minamikurumaya-dōri (南車屋通, Minamikurumaya-dōri), littéralement Rue de Kurumaya sud, est une voie du centre-ville de Kyoto. Orientée est-ouest, elle débute au Pontochō-dōri et aboutit au Kawaramachi-dōri (en).

## Description

### Situation
La rue est située dans le centre-ville de Kyoto, dans l'arrondissement de Nakagyō. Elle est la cinquième rue au-dessous du Sanjō-dōri (en), et la cinquième au-dessus du Shijō-dōri (en), deux des plus grandes artères de la ville.

### Voies rencontrées
De l'est vers l'ouest, en sens unique. Les voies rencontrées de la droite sont mentionnées par (d), tandis que celles rencontrées de la gauche, par (g).
1. Pontochō-dōri (先斗町通)
2. Kiyamachi-dōri (en) (木屋町通)
3. Rivière Takase (高瀬川, Takase-gawa?)
4. (d) Nishikiyamachi-dōri (en) (西木屋町通)
5. Kawaramachi-dōri (en) (河原町通)

## Odonymie
La rue porte le nom du Kitakurumaya-chō (北車屋町), quartier dans lequel elle est située. Une autre théorie pour son nom est le pont de Kurumaya sud (南車屋橋), par lequel passe la rue.

## Histoire
La rue a longtemps été sans nom, appelée sous le nom de Kawaramachisanjō kudaru Gosujime higashiiru (河原町三条下ル五筋目東入ル), approximativement cinquième allée est de Kawaramachisanjō. En 2012, un décret municipal lui donne son nom actuel.

## Patrimoine et lieux d'intérêt
On retrouve le pont de Kurumaya sud, qui permet de traverser la rivière Takase. Le kōban de Kiyamachi du Poste de police de Nakagyō (ja) (中京警察署) est situé sur la rue.